# Concerto Grosso № 1 (Шнитке)
Concerto Grosso № 1 op. 119 — музыкальное произведение Альфреда Шнитке, написанное в 1977 году.
Состав — 2 скрипки, клавесин, подготовленное фортепиано и струнный оркестр.
Концерт написан в технике полистилистики.
Музыкальный материал Concerto Grosso использован композитором в работе над кинофильмами. Например, танго прозвучало в фильме «Агония», главные темы Прелюдии и Рондо — Сказ про то, как царь Пётр арапа женил, заключительные такты Каденции — в мультфильме «Бабочка», в третьей части — тема из фильма «Восхождение».
Первая тема, исполняемая на подготовленном рояле (между струнами зажимаются монеты), взята из картины А. Митты «Сказ про то, как царь Петр арапа женил». Там была колядовая песня в звучании детских голосов: «О человек, недолог твой век, печален и смертною скорбью жален. Будь милосерден, к добру усерден, за муки телесные в кущи небесные примет тебя Господь». Из фильма колядка потом выпала. А саму музыкальную тему («на разбитом пианино»), словно хриплую музыку часов, Шнитке провел через все Concerto grosso в качестве фатального рефрена. Во второй части, возглавляемой быстрой темой a la Вивальди, проводятся другие темы из того же «Арапа». В третьей части — серьёзной, наполненной интонациями плача, скорби,— претворена музыка из фильма «Восхождение» Л. Шепитько. При переходе к пятой части вступает кружащаяся тема из мультфильма А. Хржановского «Бабочка». В ту же пятую часть инкрустируется шокирующее танго из «Агонии».
Был записан Ансамблем солистов московской Консерватории под управлением Юрия Башмета, партию скрипок исполнили Гидон Кремер и Татьяна Гринденко.
Был использован как часть музыкального оформления церемонии открытия XXII Зимних Олимпийских Игр в Сочи.

## Структура
- I. Прелюдия
- II. Токката
- III. Речитатив
- IV. Каденция
- V. Рондо
- VI. Постлюдия